# Begonia fuchsiiflora
Begonia fuchsiiflora là một loài thực vật có hoa trong họ Thu hải đường. Loài này được (A.DC.) A.I.Baranov & F.A.Barkley mô tả khoa học đầu tiên năm 1973.